# Sergej Žuk
Sergej Jakoljevič Žuk (ruski: Сергей Яковлевич Жук, čita se Sjergjej Jakavljevič' Žuk Kijev, 1892. – 1957.), sovjetski učenjak, hidrotehničar. Radio na projektima, organizaciji i izgradnji mnogih hidrotehničkih postrojenja: na razradi projekta kanala Bijelo more – Baltik; bio je glavni inženjer Moskovskog kanala; radio na projektima Kujbyševske i Volgogradske hidrocentrale i bio glavni inženjer prilikom izgradnje kanala Volga – Don. Posebno su značajna njegova rješenja problema iskrslih u vezi s izgradnjom velikih objekata na slabo nosivom tlu.